# The Mix-Up
The Mix-Up – siódmy album studyjny Beastie Boys wydany w 2007 roku. Pierwszy album zespołu w całości instrumentalny. Jest to hołd złożony serialom o policjantach z lat 70., którym zazwyczaj towarzyszyły soulowo-funkowe soundtracki. Beastie Boys grali specjalne koncerty, gdzie prezentowali materiał z płyty i piosenki z The In Sound From The Way Out!.

## Twórcy
- Adam Horovitz – gitara elektryczna
- Michael Diamond – perkusja
- Adam Yauch – śpiew, gitara basowa
- Alfredo Ortiz – perkusja
- "Keyboard Money Mark" Nashita – instrumenty klawiszowe

## Lista utworów
1. "B for My Name" – 3:31
2. "14th St. Break" – 3:34
3. "Suco de Tangerina" – 3:17
4. "The Gala Event" – 3:47
5. "Electric Worm" – 3:15
6. "Freaky Hijiki" – 3:05
7. "Off the Grid" – 4:36
8. "The Rat Cage" – 3:37
9. "The Melee" – 3:10
10. "Dramastically Different" – 3:57
11. "The Cousin of Death" – 3:06
12. "The Kangaroo Rat" – 3:28